# 大迷惑
「大迷惑」（だいめいわく）は、日本のロックバンドであるUNICORNの楽曲。
1989年4月29日にCBS・ソニーから1枚目のシングルとしてリリースされた。作詞・作曲は奥田民生が行い、プロデュースは笹路正徳が担当している。
アルバム『BOOM』（1987年）および『PANIC ATTACK』（1988年）と2枚のアルバムをリリースしていたUNICORNの初のシングル。3枚目のアルバム『服部』（1989年）からの先行シングルとしてリリースされた。
結婚後にマイホームを購入したにも拘わらず、係長からの会社命令で3年2ヶ月単身赴任させられる男性サラリーマンの悲哀がテーマ。「スピーディーで骨太なサウンド」のロックナンバーであるが、ミュージカルを想定したことからオーケストラが導入されている。
オリコンチャートでは最高位12位となった。本作のヒットにより様々なテレビ番組への出演を果たし、同バンドの代表曲となっている。

## 背景
広島県出身の川西幸一は、中学校2年生の時にビートルズの「ヘイ・ジュード」（1968年）を聴き衝撃を受け、プロを目指すバンド結成のために手島いさむおよび堀内一史をバンドに誘い3名でバンドを結成、バンド名は手島の提案によりUNICORNに決定した。一方で同学年のいとこと中学生時代にバンドを組んでいた奥田民生は、高校生時代にギャルローズというバンドでCBS・ソニーのオーディションを受けるも落選。当初はギターを担当していた奥田だが、いとこが大学受験のためバンドを辞めたことからボーカルに転向し、喫茶店でアルバイトをしながらReady（レディ）というバンドを結成する。
その後川西は奥田に対してUNICORNに加入するよう要請し、1986年3月に奥田および奥田の同級生であった向井美音里が加入、4月に正式にUNICORNとしての活動が開始された。同年6月にCBS・ソニーのオーディションに合格し、結成からわずか3か月でUNICORNはメジャーデビューが決定することとなった。1987年10月21日に1枚目のアルバム『BOOM』がリリースされたものの、1988年1月31日に行われたインクスティック芝浦公演を最後に向井が脱退を表明、その後次作のレコーディング中にサウンドスタッフとして参加していた阿部義晴が新メンバーとして加入、同年7月21日に2枚目のアルバム『PANIC ATTACK』がリリースされた。

## 音楽性と歌詞
本作は単身赴任をテーマにした楽曲であり、音楽誌『ARENA37℃』1989年5月号においてライターの藤野洋子は、「怒涛のごとくスピーディーで骨太なサウンドを聴かせる」楽曲であると述べている。西川幸一はこれまでに本作の布石となるような楽曲は存在したと述べた上で、本物のオーケストラを導入する展開となった経緯に関して、「極端に行こうと、オレらのバラけた音楽指向というものをね、もっと極端に極めようじゃないかと」と述べている。
当時メンバーが懇意にしていたレコード会社の社員が人事異動となったことから歌詞のテーマが決定された。奥田は本作制作時にミュージカルのドタバタとしたイメージを想定しており、そのためにオーケストラの導入が決定されたと述べている。ミュージカルでは一つ一つの出来事を歌にして繋いでおり、それらが繋がって壮大な物語となっているが、一つの楽曲を単体で聴いた時に特別なことを歌っていないことから、奥田は本作にも近いものを感じていたために人事異動の歌として作詞することとなったと述べている。

## リリース
1989年4月29日にCBS・ソニーから8センチCDおよびカセットテープの2形態でリリースされた。カセットテープ版のみ奥田による「大迷惑」の歌唱指導とカラオケトラックが収録されている。
アルバム2枚を経てメジャーデビューから1年半経っての1枚目のシングルとかなり遅いシングルリリースであったが、奥田および阿部はメンバー全員がシングルの存在を忘れていたと述べている。また、向井在籍時にはシングルを1枚もリリースしていなく、ユニコーンのシングル曲は全て阿部がメンバー加入後の作品である。初のシングルとなったことに関して西川は、過去にもシングルリリースの話はあったものの、リリースする理由付けができずに「まぁ、いいか」と思ったためにリリースせずにいたと述べている。
元々はカップリング曲である「服部」をシングル候補として制作した奥田であったが、本作の完成度が高かったことからカップリングとして収録されることとなった。また初のシングルということもあり、通常であれば『PANIC ATTACK』収録曲の「SUGAR BOY」のような曲を出すところを、周囲からそう思われているためにあえて裏をかいて本作をリリースすることを決定したと述べている。

## チャート成績
本作はオリコンチャートにおいて最高位12位、登場回数は17回、売り上げ枚数は11.9万枚となった。すでにアルバムを2枚リリースしていたため、オリコンにおいてはメジャー・デビュー作品に付けられていたデビューのマークが付けられなかった。
2009年の再結成時に実施されたアンケートでは「40歳代・30歳代」と「若者」両世代で1位を獲得した。

## ミュージック・ビデオ
本作のミュージック・ビデオではメンバーがオーケストラと共演している。オーケストラを題材とするアイデアは、ディレクターである板屋宏幸と奥田の間で一致していたという。冒頭にステージと客席のワンショットがあるが、観客のエキストラを雇う費用がなかったため、メンバーおよびスタッフ、オーケストラミュージシャンを私服に着替えさせ客席に座らせた。それでも客席を埋めるに人数が足らず、1ブロックずつ撮影したものを合成して制作された。

## ライブ・パフォーマンス
本作でのテレビ出演としては、1989年5月6日放送のNHK総合音楽番組『ジャストポップアップ』（1988年 - 1991年）、5月20日放送のフジテレビ系音楽番組『オールナイトフジ』（1983年 - 1991年）、5月25日放送のTBS系音楽番組『ザ・ベストテン』（1978年 - 1989年）などに出演した他、7月26日放送のフジテレビ系音楽番組『夜のヒットスタジオDELUXE』（1985年 - 1989年）にて同番組への初出演を果たした。また、8月19日放送の『オールナイトフジ』では本作および「デーゲーム」が演奏された。

## カバー
- speena - シングル「タナトス」（2003年）のカップリング曲。
- スナッパーズ - 2003年のシングル。
- MONGOL800 - トリビュート・アルバム『ユニコーン・トリビュート』（2007年）収録[16][17][18]。
- GELUGUGU - コンセプトアルバム『RUDE GIRL'S PARTY』（2008年）に収録。
- サカモト教授 - アルバム『サカモト教授の8bit ジュークボックス』（2011年）に収録[19][20]。
- JUN SKY WALKER(S) - トリビュート・アルバム『ユニコーン・カバーズ』(2013年）に収録[21][22][23][24]。

## シングル収録曲
- 全作詞・作曲: 奥田民生、編曲: 笹路正徳、UNICORN。

### 8センチCD版
| #         | タイトル   | 作詞 | 作曲・編曲 | 時間 |
| --------- | ---------- | ---- | ---------- | ---- |
| 1.        | 「大迷惑」 |      |            | 3:37 |
| 2.        | 「服部」   |      |            | 4:29 |
| 合計時間: | 合計時間:  | 8:06 |            |      |

### カセットテープ版
| #         | タイトル   | 作詞 | 作曲・編曲 | 時間 |
| --------- | ---------- | ---- | ---------- | ---- |
| 1.        | 「大迷惑」 |      |            | 3:38 |
| 2.        | 「服部」   |      |            | 4:27 |
| 合計時間: | 合計時間:  | 8:05 |            |      |

| #         | タイトル                           | 作詞 | 作曲・編曲 | 時間 |
| --------- | ---------------------------------- | ---- | ---------- | ---- |
| 1.        | 「大迷惑（歌唱指導）」             |      |            | 3:36 |
| 2.        | 「大迷惑（オリジナル・カラオケ）」 |      |            | 3:36 |
| 合計時間: | 合計時間:                          | 7:12 |            |      |

## スタッフ・クレジット

### UNICORN
- 阿部義晴
- 西川幸一
- 堀内一史 (EBI)
- 奥田民生
- 手島いさむ

### 参加ミュージシャン
- 笹路なんつったって正徳っつうぐらいのもんでとオルケスタ・デル・アミーゴ - 管弦楽

## リリース履歴
| No. | 日付          | レーベル    | 規格         | 規格品番            | 最高順位 | 備考 |
| --- | ------------- | ----------- | ------------ | ------------------- | -------- | ---- |
| 1   | 1989年4月29日 | CBS・ソニー | 8センチCD CT | 10EH-3277 10WH-3277 | 12位     |      |

## 収録アルバム
「大迷惑」
- 『服部』（1989年）
- 『THE VERY BEST OF UNICORN』（1993年）
- 『STAR BOX』（1999年）
- 『ULTRA SUPER GOLDEN WONDERFUL SPECIAL ABSOLUTE COMPLETE PERFECT SUPREME TERRIFIC ULTIMATE...』（2002年）
- 『I LOVE UNICORN 〜FAN BEST〜』（2009年）
- 『勤労ロードショー 〜LIVE IN JAPAN〜』（2009年） - ライブ音源
- 『Quarter Century Single Best』（2012年）
- 『Quarter Century Live Best』（2012年） - ライブ音源

「服部」
- 『服部』（1989年）
- 『THE VERY BEST OF UNICORN』（1993年）
- 『ULTRA SUPER GOLDEN WONDERFUL SPECIAL ABSOLUTE COMPLETE PERFECT SUPREME TERRIFIC ULTIMATE...』（2002年）
- 『I LOVE UNICORN 〜FAN BEST〜』（2009年）
- 『勤労ロードショー 〜LIVE IN JAPAN〜』（2009年） - ライブ音源
- 『Quarter Century Single Best』（2012年）
- 『Quarter Century Live Best』（2012年） - ライブ音源